# Kri gotove smrti
Kri gotove smrti je prvi studijski album slovenske black metal skupine Valuk, izdan februarja 2017 v samozaložbi. Vsebuje osem pesmi, vse so zapete v slovenščini. Obravnavajo zgodovinsko-poganske teme, od čarovniških procesov in okultističnih motivov, do karantanskih bitk in tematike prve svetovne vojne. Album je skupini prinesel večjo pozornost v metal skupnosti, požel pa je večinoma pozitivne odzive.

## Zgodovina
Po prvem, samonaslovljenem EP-ju iz leta 2014, je skupina februarja 2017 izdala svoj prvenec Kri gotove smrti. Uroš Sedej, sicer tudi glavni vokalist in kitarist skupine, je poskrbel za vizualni izgled albuma. V proces izdaje so želeli vložiti čim manj denarja, zato so večinoma delali sami s pomočjo nekaterih izkušenejših prijateljev. Snemanje je potekalo v prostoru za vaje v idrijskem Klubu Swenak, kjer so 13. maja album tudi prvič predstavili.

## Teme
Prva pesem, Korpus smrti, ki opeva staroslovanske bitke, očrta celotno melodično in atmosferično naravo albuma z melodičnim, a grmečim black metalom. Tudi naslednja, hitrejša pesem, Reka gori, govori o starodavni bitki rimske vojske na območju Kamrtne, ki je bila najmočnejše pravoversko svetišče hriba Prvejk, Gradišča in Grada pri Reki. Sel zla in 1427 obdelujeta okultistično tematiko, slednja opisuje prvi zabeležen čarovniški proces na Slovenskem proti Veroniki Deseniški. Feldbahn spominja na gradnjo vojaške železnice v Idriji za časa prve svetovne vojne, ko jo je okoli 20.000 večinoma ruskih ujetnikov zgradilo v le dvajsetih dneh. S smrtjo nas sooči tudi pesem Yersinia, ki že z imenom aplicira na bakterijo, ki povzroča kugo. Vulgata se vrne nazaj k vojni tematiki, tokrat nasprotovanju poganov proti oznanjevalcem evangelija. Zadnja pesem, XV. Obzorje, opozarja na težaško delo knapov na najglobljem obzorju idrijskega rudnika živega srebra.

## Sprejem
Kri gotove smrti je prejel pretežno pozitivne kritike tako občinstva kot kritike. Felin Frost je za portal Terra Relicta albumu prisodil 8,5 zvezdic od 10, kjer je pohvalil unikatnost paganističnega raziskovanja napram drugim pagan black metal skupinam. Pesmi vsebujejo vse, kar za tako atmosfero potrebujejo, naj gre za jezo, sovraštvo ali bolečino.
Dejan Klančič je za spletno stran Paranoid zapisal, da "je album zgrajen na zelo nalezljivih melodijah in ritmih, ki gredo hitro v uho in tam tudi relativno dolgo odmevajo. Plus točka torej, ki je marsikateri drugi album ne premore. Toda ta blagoslov se je tako hitro, kot se je pojavil, deloma izkazal tudi kot prekletstvo. /.../ Komadi so resnično tako zelo neposredno nalezljivi, da po nekajkratnem zaporednem poslušanju začnejo tako rekoč najedati." O razlogih za nalezljivost albuma je napisal: "Na prvo mesto bi postavil slovenska besedila oziroma v slovenščini odpete refrene. Besedila, ki se ukvarjajo s slovensko zgodovino in staroslovansko kulturo, nikakor ne bi mogla biti bolje glasbeno upodobljena, saj ima poslušalec med doživljanjem albuma dejansko občutek, da posluša slovenski black metal."

## Seznam pesmi
| Št.             | Naslov          | Dolžina |
| --------------- | --------------- | ------- |
| 1.              | „Korpus smrti‟  | 5:29    |
| 2.              | „Reka gori‟     | 4:10    |
| 3.              | „Sel zla‟       | 4:32    |
| 4.              | „1427‟          | 5:42    |
| 5.              | „Feldbahn‟      | 5:22    |
| 6.              | „Yersinia‟      | 3:30    |
| 7.              | „Vulgata‟       | 4:30    |
| 8.              | „XV. Obzorje‟   | 4:44    |
| Skupna dolžina: | Skupna dolžina: | 37:59   |

## Zasedba

### Valuk
- Blaž Čuk — vokal, ritmična kitara
- Blaž Tratnik — bas kitara
- Boštjan Vidmar — bobni
- Uroš Sedej — glavna kitara